# Prix Jeunesse
Der Prix Jeunesse wird jährlich von den Teilnehmenden der eidgenössischen Jugendsession an ein schweizerisches Parlamentsmitglied vergeben, das sich besonders für die Jugend eingesetzt hat. Der Preis wurde am 12. August 2008 am Internationalen Tag der Jugend von der Schweizerischen Arbeitsgemeinschaft der Jugendverbände (SAJV) und vom Forum der Jugendsession lanciert.
Der Prix Jeunesse stellt einen Wanderpokal dar. Die Vetoglocke der Jugend mit den auf dem Sockel eingravierten Preisträgern symbolisiert die Verantwortung der Preisträger gegenüber den Anliegen Schweizer Jugendlicher.

## Preisträger
- 2008 Aargauer Nationalrätin Pascale Bruderer (SP)
- 2009 Luzerner Nationalrat Otto Ineichen (FDP)
- 2010 Nationalrat Roger Nordmann (SP)
- 2011 Genfer Nationalrat Luc Barthassat (CVP)
- 2012 Nationalrat Mathias Reynard (SP)
- 2013 Nationalrat Jean-François Steiert (SP)
- 2014 Bundespräsident Didier Burkhalter (FDP)